# Direction interrégionale des services pénitentiaires de Bordeaux
 (mars 2023).
La direction interrégionale des services pénitentiaires de Bordeaux est le service déconcentré de l'administration pénitentiaire française chargé de coordonner l'activité des établissements pénitentiaires et des services pénitentiaires d'insertion et de probation sur le territoire de la région Nouvelle-Aquitaine. Elle est l'une des dix directions interrégionales des services pénitentiaires présentes sur le territoire métropolitain et ultramarin. 

## Organisation
Les locaux de la direction interrégionale des services pénitentiaires de Bordeaux sont situés 188 rue de Pessac, à Bordeaux (Gironde). Le directeur interrégional des services pénitentiaires de Bordeaux est Franck Linares, depuis le 1er juin 2023. Son adjoint est Guillaume Goujot.
En 2016, la première unité hospitalière spécialement aménagée (UHSA) de la région Nouvelle-Aquitaine, directement gérée par la DISP de Bordeaux et disposant de 40 places, est installée au centre hospitalier spécialisé de Cadillac situé à Cadillac-sur-Garonne. Cette unité est la huitième de ce type en France.
En 2022, le périmètre géré par la DISP de Bordeaux administrait 20 établissements pénitentiaires et 11 SPIP répartis sur douze départements et sur cinq ressorts de cours d’appel (Bordeaux, Agen, Pau, Poitiers et Limoges). Elle gérait ainsi 5 700 détenus et 18 000 personnes suivies par les SPIP.

## Ressort

### Établissements pénitentiaires
La direction interrégionale des services pénitentiaires est compétente pour coordonner l'activité des établissements pénitentiaires situés dans son ressort :

#### Maisons d'arrêt
- Maison d'arrêt d'Agen
- Maison d'arrêt d'Angoulême
- Maison d'arrêt de Bayonne
- Maison d'arrêt de Guéret
- Maison d'arrêt de Limoges
- Maison d'arrêt de Niort
- Maison d'arrêt de Pau
- Maison d'arrêt de Périgueux
- Maison d'arrêt de Rochefort
- Maison d'arrêt de Saintes
- Maison d'arrêt de Tulle

#### Centres de détention
- Centre de détention de Bédenac
- Centre de détention d'Eysses
- Centre de détention de Mauzac
- Centre de détention de Neuvic
- Centre de détention d'Uzerche

#### Centres pénitentiaires
- Centre pénitentiaire de Bordeaux-Gradignan
- Centre pénitentiaire de Mont-de-Marsan
- Centre pénitentiaire de Poitiers-Vivonne

#### Maisons centrales
- Maison centrale de Sant-Martin-de-Ré

### Services pénitentiaires d'insertion et de probation
La direction interrégionale des services pénitentiaires de Bordeaux est compétente pour coordonner l'activité des services pénitentiaires d'insertion et de probation dont les sièges départementaux sont situés à Agen, Angoulême, Bordeaux, La Rochelle, Limoges, Mont-de-Marsan, Niort, Pau, Périgueux, Poitiers et Tulle.
L'École nationale d'administration pénitentiaire (Énap), chargée de former l'ensemble des personnels de l'administration pénitentiaire et située à Agen, se trouve également dans son ressort.